# حسب الله الكفراوي
حسب الله الكفراوي وشهرته «أبو المدن الجديدة» (22 نوفمبر 1930م في محافظة دمياط بـمصر - 5 أغسطس 2021)، سياسي مصري ووزير أسبق للإسكان والتعمير والمجتمعات الجديدة، والمحافظ الأسبق لمحافظة دمياط في مصر.

## عن حياته

### مولده
ولد بقرية كفر سليمان، مركز كفر سعد - محافظة دمياط في 22 نوفمبر 1930.

### المؤهلات العلمية
في عام 1943 حصل حسب الله الكفراوي على الشهادة الإبتدائية من مدرسة فارسكور الابتدائية، وحصل على بكالوريوس الهندسة قسم هندسة مدنية كلية الهندسة جامعة الإسكندرية عام 1950.

### المناصب
كان حسب الله الكفراوي وزيراً للإسكان لمدة 16 عاماً من سبتمبر 1977 حتى أكتوبر 1993، وعُين محافظاً لدمياط في نوفمبر عام 1976، وتم تعيينه رئيساً لهيئة المجتمعات العمرانية الجديدة العام 1980، وانتخب نقيباً للمهندسين العام 1991.

### الخبرات العملية
يُذكر أن حسب الله الكفراوي كان عضو مجلس إدارة ومدير مشروعات وزارة الكهرباء (1967-1973)، نائب رئيس الجهاز التنفيذي لمشروعات تعمير منطقة القناة (1974-1975)، رئيس الجهاز التنفيذي لمشروعات تعمير القناة (1975-1976)، نائب وزير شئون التعمير برئاسة مجلس الوزراء.

### أبو المدن الجديدة
يعتبر البعض حسب الله الكفراوي «أبو المدن الجديدة» بسبب أنه أنشأ مشروعات الجيل الأول من المدن الجديدة في مصر، وغادر الوزارة بعد أن أصبح عددها 17 مدينة جديدة منها: (السادات، العاشر من رمضان، 15 مايو، 6 أكتوبر، دمياط الجديدة، مراقيا) بمجتمعاتها الصناعية والعمرانية المتطورة وقد بدأها جميعاً في وقت واحد، بالإضافة إلى ست مناطق تعميرية بمناطق القناة والساحل الشمالي وسيناء، كان من المفترض أن تأوي مدينة السادات كل وزارات الدولة لتخفيف العبء عن القاهرة.
بدأ حسب الله الكفراوي في إنشاء ميناء دمياط الجديدة بعد إنشائه مدينة دمياط الجديدة  بعمائرها ومرافقها الحديثة ومنطقتها الصناعية، وافتتح الميناء رسمياً يوم 26 يوليو العام 1986، كما بدأ في إنشاء ميناء الدخيلة في محافظة الأسكندرية، وقام بتنشيط الجمعيات التعاونية للإسكان. وأسس بنك التعمير والإسكان في العام 1978 بهدف تمويل مشروعات بناء الوحدات السكنية للشباب، الذي أثمر بناء مليوني وحدة سكنية لمحدودي الدخل.

### الأوسمة
حصل حسب الله الكفراوي على وسام الاستحقاق من الطبقة الأولى، وسام بطولة العمل من الاتحاد السوفيتي، وسام الجمهورية من الطبقة الأولى، وسام الاستحقاق الفرنسي من الطبقة الأولى.

## وفاته
توفي يوم الخميس 5 أغسطس 2021 ميلاديًّا، الموافق 26 ذو الحجة 1442 هجريًّا عن عمر ناهز 91 عامًا. و بعد وفاته تم إنشاء محور بين المعادي و المقطم و تسميته باسمه و هو محور حسب الله الكفراوي